# Javerlhac-et-la-Chapelle-Saint-Robert
Pour les articles homonymes, voir La Chapelle.
Javerlhac-et-la-Chapelle-Saint-Robert est une commune française située dans le département de la Dordogne, en région Nouvelle-Aquitaine.
De 1790 à 1801, la commune était le chef-lieu du canton de Javerlhac. Depuis 1823, elle est constituée de deux villages : La Chapelle-Saint-Robert et Javerlhac, ainsi que de plusieurs hameaux.
Elle est intégrée au parc naturel régional Périgord-Limousin.

## Géographie

### Généralités
À l'extrême nord-ouest du département de la Dordogne, en limite du Nontronnais et du Ribéracois, la commune de Javerlhac-et-la-Chapelle-Saint-Robert est limitrophe du département de la Charente. C'est une commune rurale qui fait partie de l'aire d'attraction de Nontron, zonage d’étude défini par l'Insee, qui a remplacé en 2020 l'aire urbaine de Nontron dont elle ne faisait pas partie.
La rivière le Bandiat traverse le territoire communal du sud-est au nord-ouest sur dix kilomètres et reçoit en rive droite son affluent la Doue, environ un kilomètre en amont du bourg de Javerlhac. Sur le terrain de la commune se trouvent des champs, des prés et beaucoup de bois où dominent chênes et châtaigniers. Le sol de la commune est calcaire, comprenant quelques petites cavités.
Traversé par la route départementale (RD) 75 qui suit la vallée du Bandiat, le bourg de Javerlhac est situé, en distances orthodromiques, neuf kilomètres au nord-ouest de Nontron et quinze kilomètres au nord-nord-est de Mareuil. Traversé par la RD 92, le village de la Chapelle-Saint-Robert se trouve trois kilomètres plus à l'ouest.
La commune est également desservie par les RD 93 et 94.

### Communes limitrophes
Javerlhac-et-la-Chapelle-Saint-Robert est limitrophe de huit autres communes dont deux dans le département de la Charente. Au nord-est le territoire du Bourdeix est limitrophe sur 550 mètres.
| Varaignes, Souffrignac (Charente) | Teyjat                                | Le Bourdeix           |
| Mainzac (Charente)                | Javerlhac-et-la-Chapelle-Saint-Robert | Saint-Martin-le-Pin   |
| Hautefaye                         |                                       | Lussas-et-Nontronneau |

### Géologie et relief

#### Géologie
Situé sur la plaque nord du Bassin aquitain et bordé à son extrémité nord-est par une frange du Massif central, le département de la Dordogne présente une grande diversité géologique. Les terrains sont disposés en profondeur en strates régulières, témoins d'une sédimentation sur cette ancienne plate-forme marine. Le département peut ainsi être découpé sur le plan géologique en quatre gradins différenciés selon leur âge géologique. Javerlhac-et-la-Chapelle-Saint-Robert est située dans le deuxième gradin à partir du nord-est, un plateau formé de roches calcaires très dures du Jurassique que la mer a déposées par sédimentation chimique carbonatée, en bancs épais et massifs.
Les couches affleurantes sur le territoire communal sont constituées de formations superficielles du Quaternaire et de roches sédimentaires datant pour certaines du Cénozoïque, et pour d'autres du Mésozoïque et du Paléozoïque, ainsi que de magmatiques. La formation la plus ancienne, notée γ3-4, fait partie des granodiorites de Piégut-Pluviers, composée de granite à biotite, structure équante, grain moyen à grossier, en massif (Carbonifère supérieur). La formation la plus récente, notée CFp, fait partie des formations superficielles de type colluvions indifférenciées de versant, de vallon et plateaux issues d'alluvions, molasses, altérites. Le descriptif de ces couches est détaillé dans  les feuilles « no 710 - Montbron » et « no 734 - Nontron » de la carte géologique au 1/50 000 de la France métropolitaine, et leurs notices associées,.

Carte géologique de Javerlhac-et-la-Chapelle-Saint-Robert.

#### Relief et paysages
Le département de la Dordogne se présente comme un vaste plateau incliné du nord-est (491 m, à la forêt de Vieillecour dans le Nontronnais, à Saint-Pierre-de-Frugie) au sud-ouest (2 m à Lamothe-Montravel). L'altitude du territoire communal varie quant à elle entre 115 m et 211 m,.
Dans le cadre de la Convention européenne du paysage entrée en vigueur en France le 1er juillet 2006, renforcée par la loi du 8 août 2016 pour la reconquête de la biodiversité, de la nature et des paysages, un atlas des paysages de la Dordogne a été élaboré sous maîtrise d’ouvrage de l’État et publié en octobre 2020. Les paysages du département s'organisent en huit unités paysagères et 14 sous-unités. La commune fait partie du Périgord central, un paysage vallonné, aux horizons limités par de nombreux bois, plus ou moins denses, parsemés de prairies et de petits champs.
La superficie cadastrale de la commune publiée par l'Insee, qui sert de référence dans toutes les statistiques, est de 29,25 km2,,. La superficie géographique, issue de la BD Topo, composante du Référentiel à grande échelle produit par l'IGN, est quant à elle de 29,12 km2.

### Hydrographie

#### Réseau hydrographique
La commune est située dans le bassin versant de la Charente au sein du Bassin Adour-Garonne. Elle est drainée par le Bandiat, la Doue, la Marcourive, le Merlançon et le ruisseau de Saint-Martin, qui constituent un réseau hydrographique de 18,5 km de longueur totale,.
Le Bandiat, d'une longueur totale de 91,35 km, prend sa source dans la Haute-Vienne dans la commune de La Chapelle-Montbrandeix et se jette dans la Tardoire en rive gauche en Charente à Agris. Il traverse la commune du sud-est au nord-ouest sur sept kilomètres et demi, dont plus de cinq kilomètres servent de limite naturelle en plusieurs tronçons, face à Lussas-et-Nontronneau, Saint-Martin-le-Pin et Varaignes.
La Doue, d'une longueur totale de 17,45 km, prend sa source dans la commune de Piégut-Pluviers et se jette dans le Bandiat en rive droite dans la commune, au lieu-dit les Termes,. Elle arrose l'est de la commune sur près de quatre kilomètres et demi, dont deux marquent la limite face à Saint-Martin-le-Pin.
Trois autres affluents de rive droite du Bandiat baignent le territoire communal :
- la Marcourive qui borde la commune au nord sur 200 mètres face à Teyjat et Varaignes ;
- le Merlancon à l'est sur trois kilomètres et demi dont près d'un kilomètre en limite de Teyjat ;
- le ruisseau de Saint-Martin à l'est sur plus d'un kilomètre et demi, dont un kilomètre sert de limite naturelle avec Saint-Martin-le-Pin.

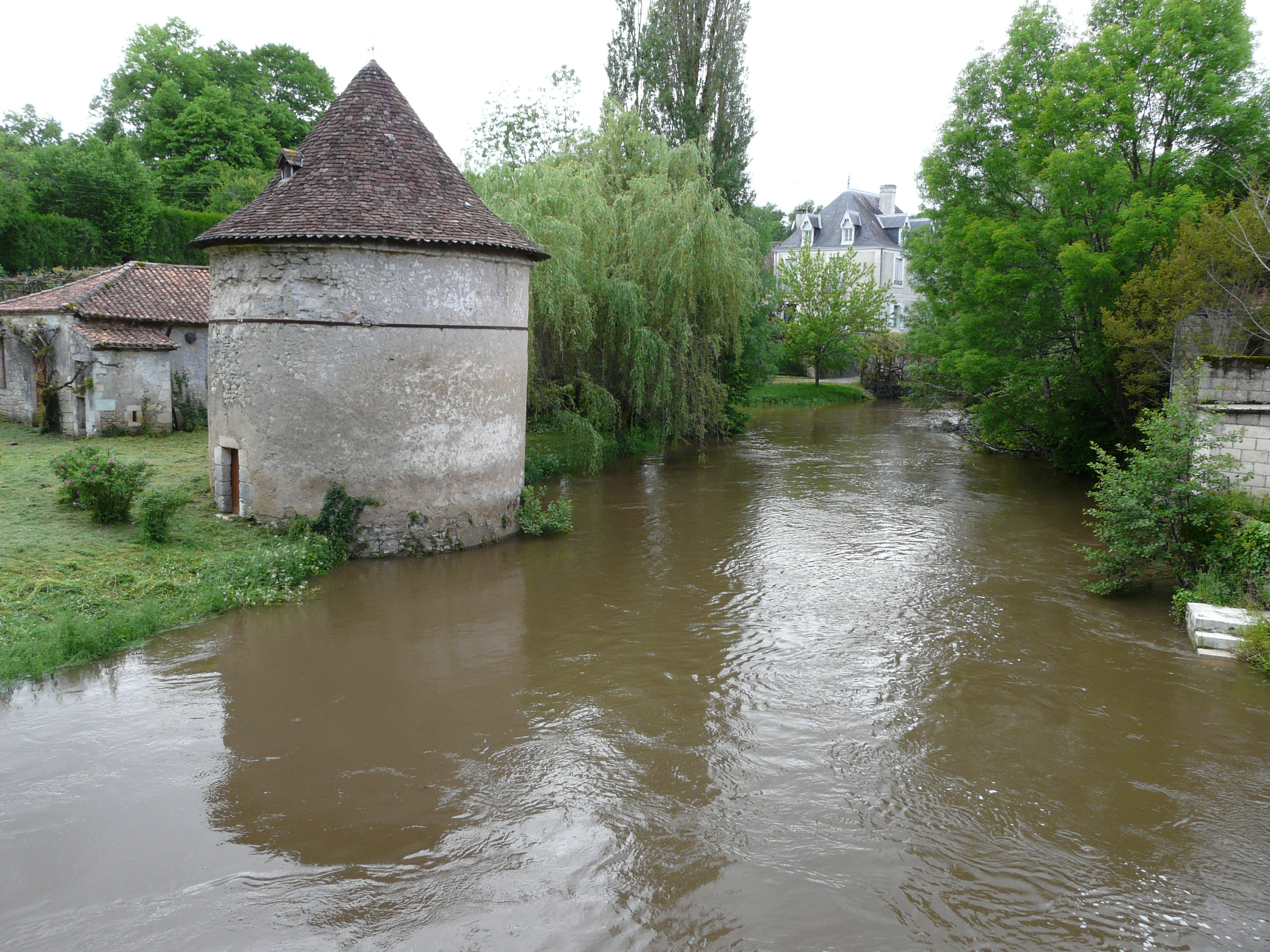
Le Bandiat dans le bourg de Javerlhac.
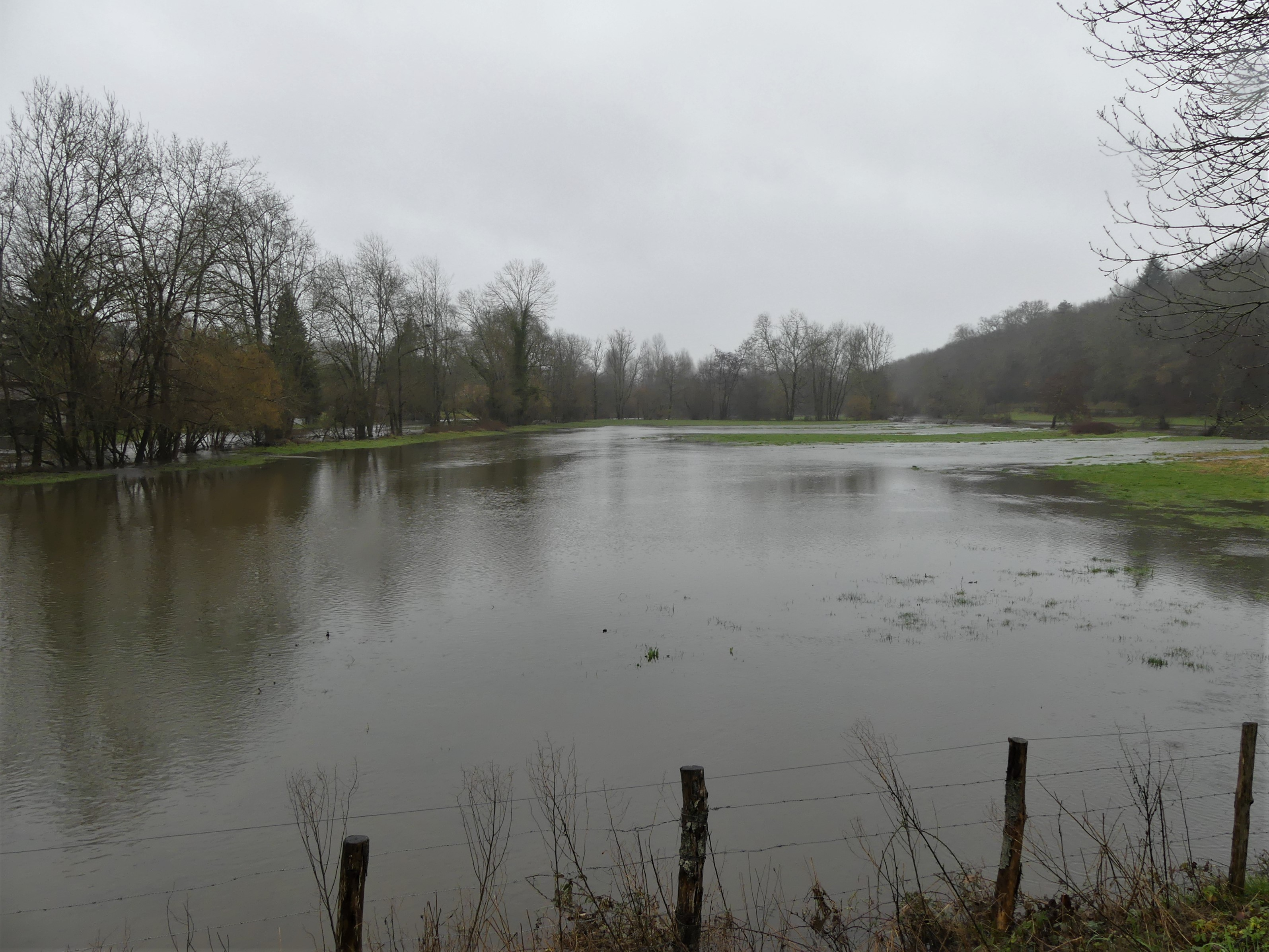
Crue du Bandiat à Forgeneuve.
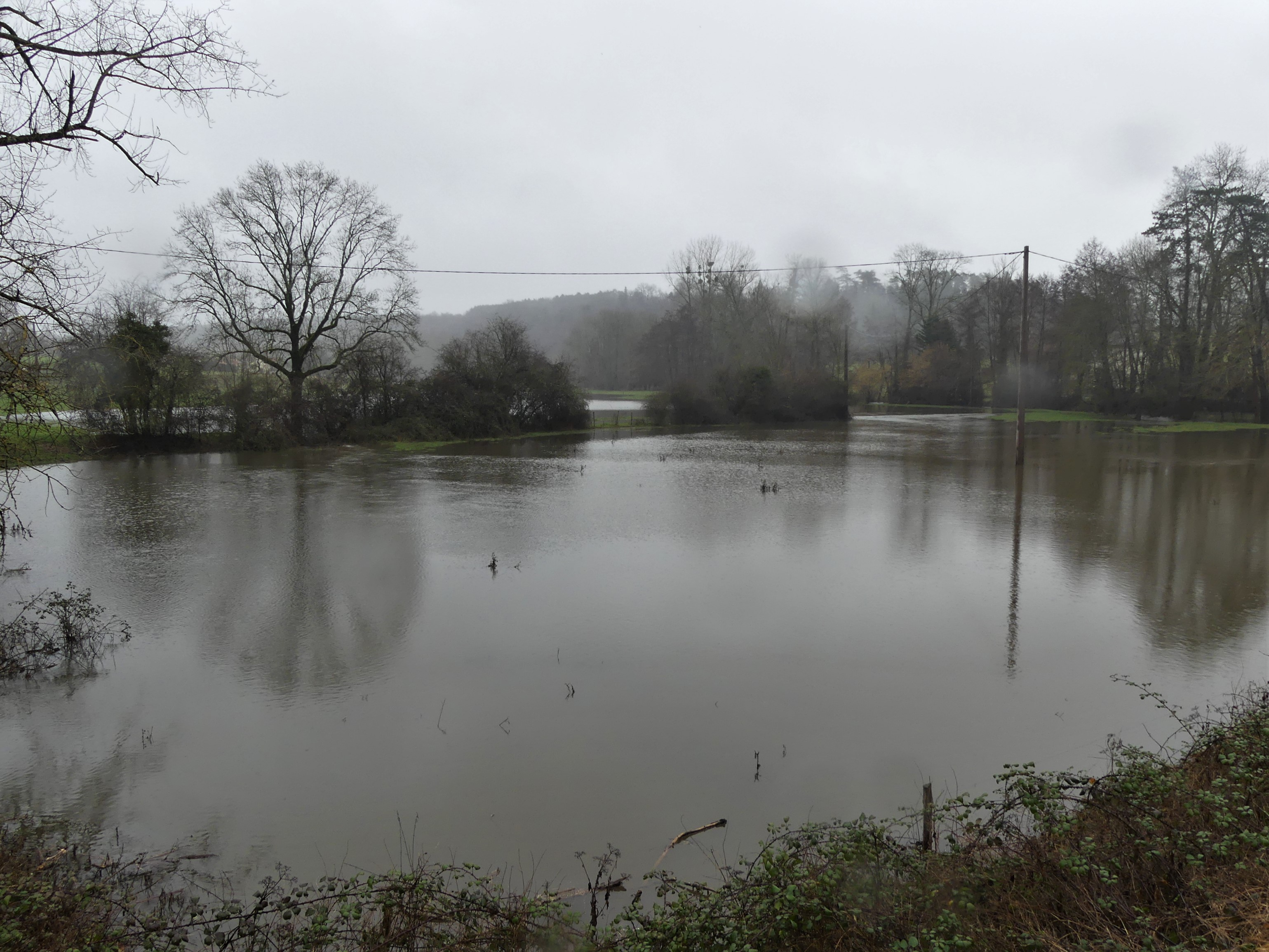
Crue de la Doue en amont de la RD 75.
Réseaux hydrographique et routier de Javerlhac-et-la-Chapelle-Saint-Robert.

#### Gestion et qualité des eaux
Le territoire communal est couvert par le schéma d'aménagement et de gestion des eaux (SAGE) « Charente ». Ce document de planification, dont le territoire correspond au bassin de la Charente, d'une superficie de 9 300 km2, a été approuvé le 19 novembre 2019. La structure porteuse de l'élaboration et de la mise en œuvre est l'établissement public territorial de bassin Charente. Il définit sur son territoire les objectifs généraux d’utilisation, de mise en valeur et de protection quantitative et qualitative des ressources en eau superficielle et souterraine, en respect des objectifs de qualité définis dans le troisième SDAGE  du Bassin Adour-Garonne qui couvre la période 2022-2027, approuvé le 10 mars 2022.
La qualité des eaux de baignade et des cours d’eau peut être consultée sur un site dédié géré par les agences de l’eau et l’Agence française pour la biodiversité.

### Climat
Pour des articles plus généraux, voir Climat de la Nouvelle-Aquitaine et Climat de la Dordogne.
Historiquement, la commune est dans une zone de transition entre les climats océaniques aquitain et limousin.  
En 2020, Météo-France publie une typologie des climats de la France métropolitaine dans laquelle la commune est exposée à un climat océanique altéré et est dans la région climatique  Aquitaine, Gascogne, caractérisée par une pluviométrie abondante au printemps, modérée en automne, un faible ensoleillement au printemps, un été chaud (19,5 °C), des vents faibles, des brouillards fréquents en automne et en hiver et des orages fréquents en été (15 à 20 jours).
Pour la période 1971-2000, la température annuelle moyenne est de 12,1 °C, avec  une amplitude thermique annuelle de 14,8 °C. Le cumul annuel moyen de précipitations est de 985 mm, avec 12,5 jours de précipitations en janvier et 7,1 jours en juillet. Pour la période 1991-2020, la température moyenne annuelle observée sur la station météorologique la plus proche, située sur la commune de Saint-Martial-Viveyrol à 29 km à vol d'oiseau, est de 13,3 °C et le cumul annuel moyen de précipitations est de 862,3 mm,. Pour l'avenir, les paramètres climatiques de la commune estimés pour 2050 selon différents scénarios d’émission de gaz à effet de serre sont consultables sur un site dédié publié par Météo-France en novembre 2022.

## Toponymie
L'écriture du nom de la commune de Javerlhac n'a pas changé au cours des siècles, seule la lettre h est parfois supprimée.
La-Chapelle-Saint-Robert est également mentionnée sous le nom de La Chapelle-Saint-Rabier dans un document conservé par les archives des Pyrénées-Atlantiques à Pau.
En occitan, la commune porte le nom de Javerlhac e la Chapela Sent Robert.

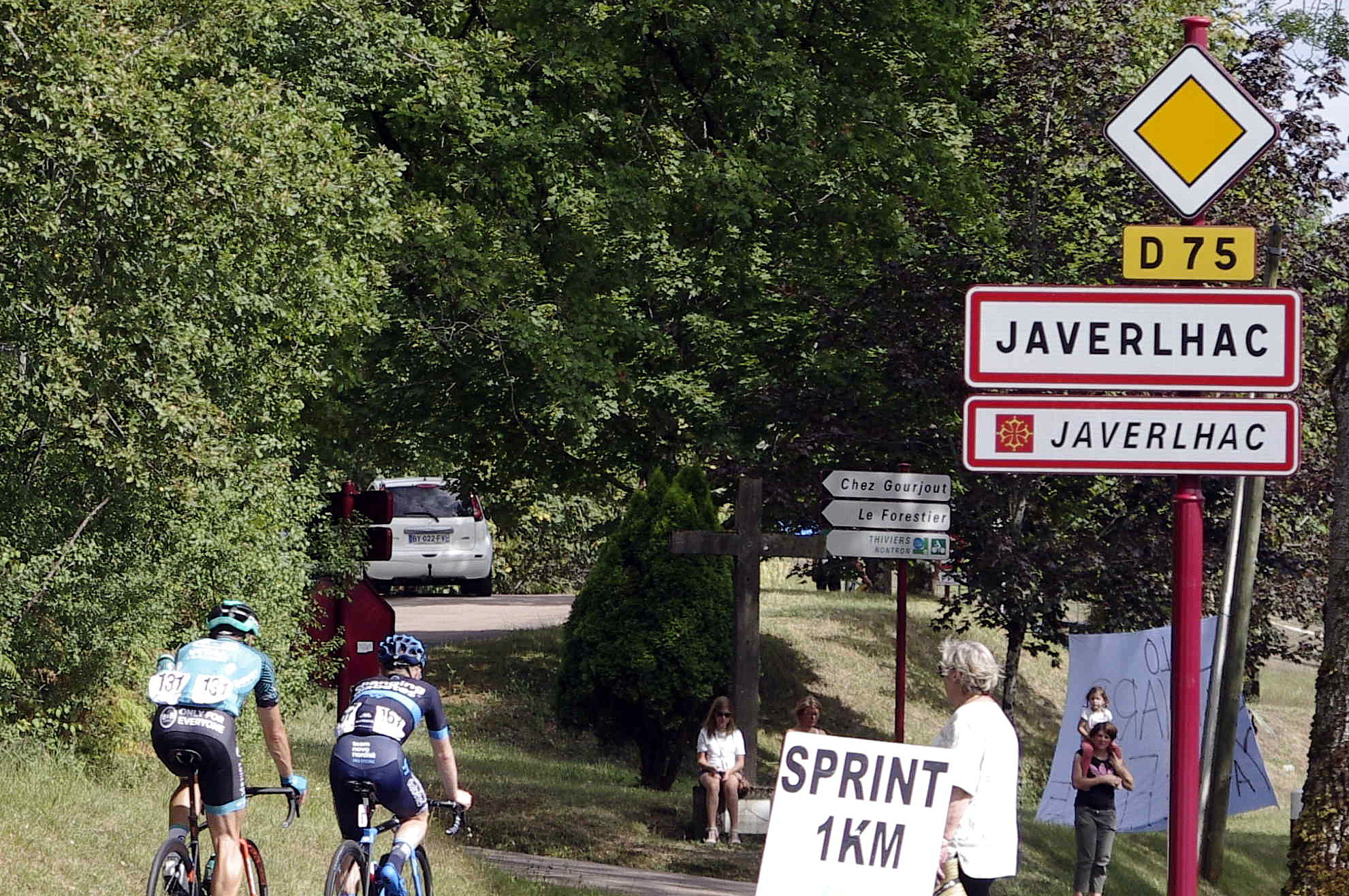
Le nom du village en français et en occitan.

## Histoire
Javerlhac est occupé depuis l'âge du fer comme le montrent des vestiges trouvés à la fin du XIXe siècle dans la grotte des Ormes. En 1264, Javerlhac est mentionnée dans les archives du Vatican, puis en 1288, dans la légende d'un sceau.
À la Chapelle-Saint-Robert la vie s'est organisée autour de son église romane remarquable datant du XIe siècle. En 1330, l'évêque d'Angoulême évoque la Capella Sancti Roberti.
Les deux paroisses et communes Javerlhac et La Chapelle-Saint-Robert fusionnent en 1823 sous le nouveau nom de Javerlhac-et-la-Chapelle-Saint-Robert.
En 1943, le groupement 38 "Mermoz" des Chantiers de la jeunesse française, déplacé des Pyrénées vers la Dordogne, installa son infirmerie-hôpital au château de Jommelières.
Le 24 juillet 1944 a lieu à Javerlhac un affrontement entre la Résistance et l'occupant allemand renforcé par des éléments de la Milice : une colonne de quatre-cents Allemands et miliciens cherche à rejoindre Nontron et est arrêtée par une vigoureuse réaction des résistants locaux. L'engagement dure toute la journée et l'ennemi est contraint de se retirer avec de lourdes pertes,.

## Urbanisme

### Typologie
Au 1er janvier 2024, Javerlhac-et-la-Chapelle-Saint-Robert est catégorisée commune rurale à habitat dispersé, selon la nouvelle grille communale de densité à 7 niveaux définie par l'Insee en 2022.
Elle est située hors unité urbaine. Par ailleurs la commune fait partie de l'aire d'attraction de Nontron, dont elle est une commune de la couronne,. Cette aire, qui regroupe 19 communes, est catégorisée dans les aires de moins de 50 000 habitants,.

### Occupation des sols
L'occupation des sols de la commune, telle qu'elle ressort de la base de données européenne d’occupation biophysique des sols Corine Land Cover (CLC), est marquée par l'importance des territoires agricoles (60,4 % en 2018), une proportion sensiblement équivalente à celle de 1990 (60,5 %). La répartition détaillée en 2018 est la suivante : 
zones agricoles hétérogènes (40,1 %), forêts (36 %), terres arables (17,9 %), prairies (2,4 %), milieux à végétation arbustive et/ou herbacée (2,1 %), zones urbanisées (1,5 %). L'évolution de l’occupation des sols de la commune et de ses infrastructures peut être observée sur les différentes représentations cartographiques du territoire : la carte de Cassini (XVIIIe siècle), la carte d'état-major (1820-1866) et les cartes ou photos aériennes de l'IGN pour la période actuelle (1950 à aujourd'hui).

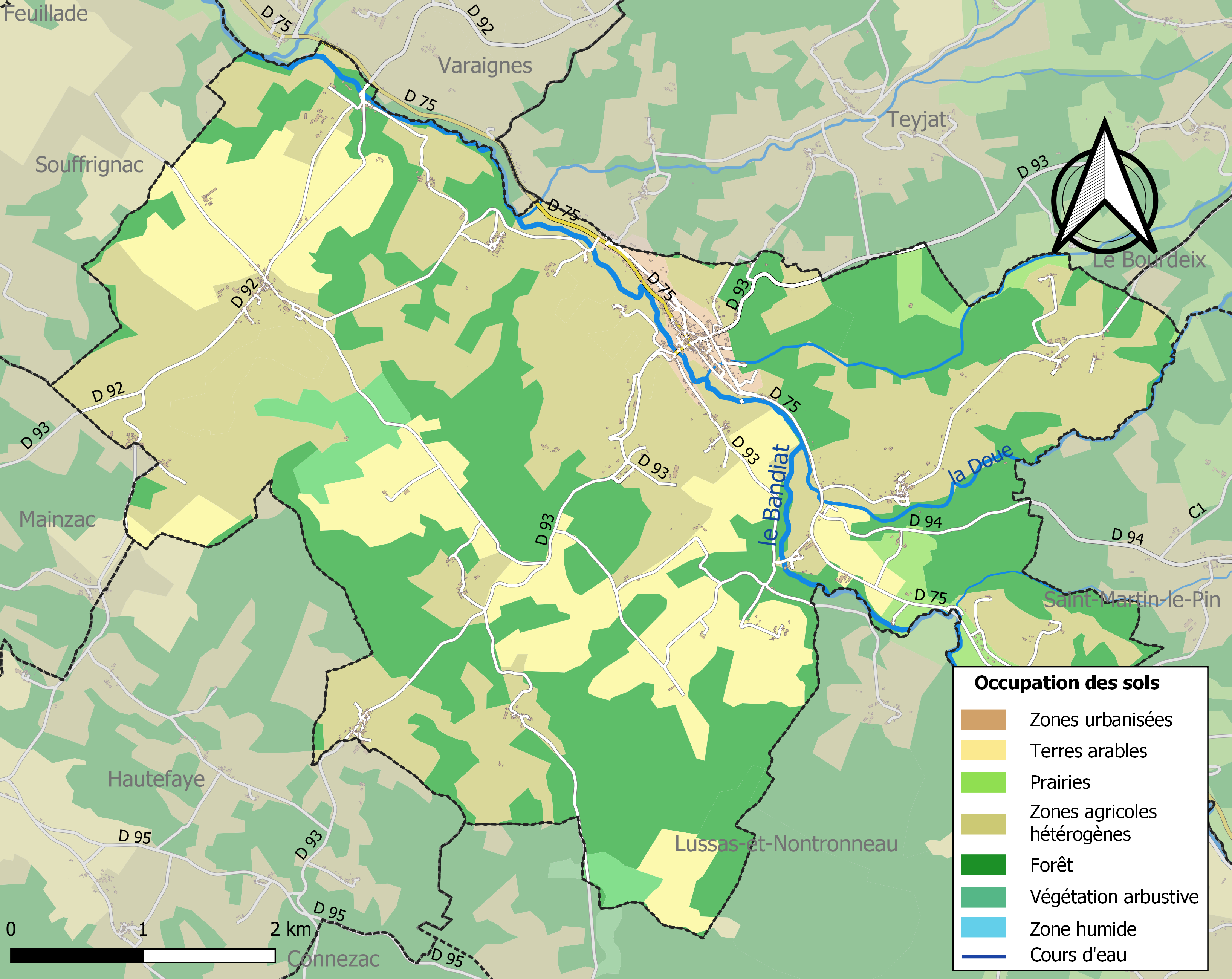
Carte des infrastructures et de l'occupation des sols de la commune en 2018 (CLC).

### Prévention des risques
Le territoire de la commune de Javerlhac-et-la-Chapelle-Saint-Robert est vulnérable à différents aléas naturels : météorologiques (tempête, orage, neige, grand froid, canicule ou sécheresse), feux de forêts, mouvements de terrains et séisme (sismicité faible). Un site publié par le BRGM permet d'évaluer simplement et rapidement les risques d'un bien localisé soit par son adresse soit par le numéro de sa parcelle.
Javerlhac-et-la-Chapelle-Saint-Robert est exposée au risque de feu de forêt. L’arrêté préfectoral du 14 mars 2013 fixe les conditions de pratique des incinérations et de brûlage dans un objectif de réduire le risque de départs d’incendie. À ce titre, des périodes sont déterminées : interdiction totale du 15 février au 15 mai et du 15 juin au 15 octobre, utilisation réglementée du 16 mai au 14 juin et du 16 octobre au 14 février. En septembre 2020, un plan inter-départemental de protection des forêts contre les incendies (PidPFCI) a été adopté pour la période 2019-2029,.

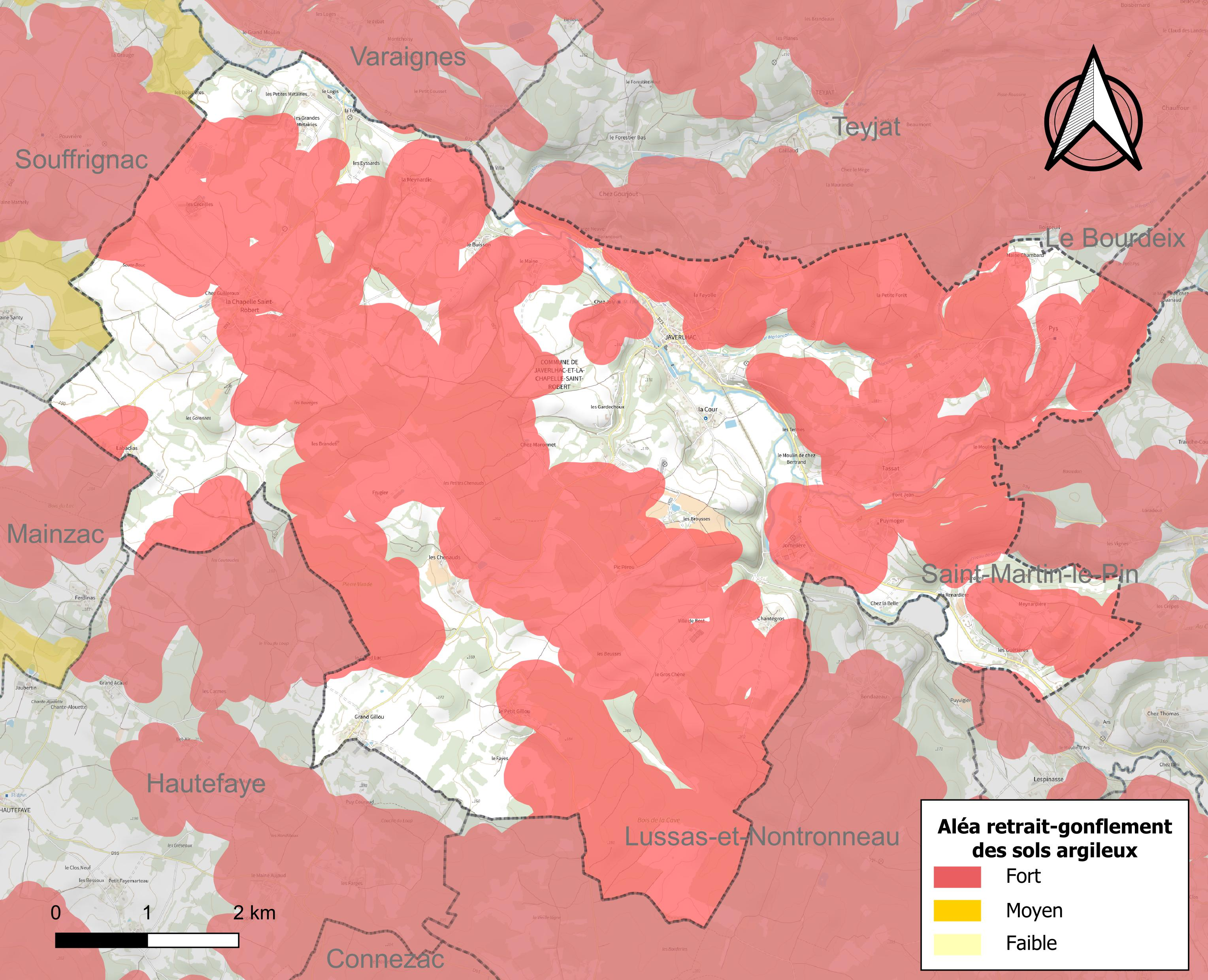
Carte des zones d'aléa retrait-gonflement des sols argileux de Javerlhac-et-la-Chapelle-Saint-Robert.

Les mouvements de terrains susceptibles de se produire sur la commune sont des tassements différentiels. Le retrait-gonflement des sols argileux est susceptible d'engendrer des dommages importants aux bâtiments en cas d’alternance de périodes de sécheresse et de pluie. 70,4 % de la superficie communale est en aléa moyen ou fort (58,6 % au niveau départemental et 48,5 % au niveau national métropolitain). Depuis le 1er octobre 2020, en application de la loi ÉLAN, différentes contraintes s'imposent aux vendeurs, maîtres d'ouvrages ou constructeurs de biens situés dans une zone classée en aléa moyen ou fort,.
La commune a été reconnue en état de catastrophe naturelle au titre des dommages causés par les inondations et coulées de boue survenues en 1982, 1983, 1988 et 1999, par la sécheresse en 2011 et par des mouvements de terrain en 1999.

## Politique et administration

### Rattachements administratifs et électoraux
Dès 1790, la commune de Javerlhac est le chef-lieu du canton de Javerlhac qui dépend du district de Nontron jusqu'en 1795, date de suppression des districts. Lorsque ce canton est supprimé par la loi du 8 pluviôse an IX (28 janvier 1801) portant sur la « réduction du nombre de justices de paix », la commune est rattachée au canton de Nontron dépendant de l'arrondissement de Nontron.
Dans le cadre de la réforme de 2014 définie par le décret du 21 février 2014, ce canton disparaît aux élections départementales de mars 2015. Javerlhac-et-la-Chapelle-Saint-Robert est alors rattachée électoralement au canton du Périgord vert nontronnais.

### Intercommunalité
Fin 2002, Javerlhac-et-la-Chapelle-Saint-Robert intègre dès sa création la communauté de communes du Périgord Nontronnais. Celle-ci est dissoute au 31 décembre 2013 et remplacée au 1er janvier 2014 par la communauté de communes du Périgord vert nontronnais. Au 1er janvier 2017, celle-ci fusionne avec la communauté de communes du Haut-Périgord pour former la nouvelle communauté de communes du Périgord Nontronnais.

### Administration municipale
La population de la commune étant comprise entre 500 et 1 499 habitants au recensement de 2017, quinze conseillers municipaux ont été élus en 2020,.

### Liste des maires

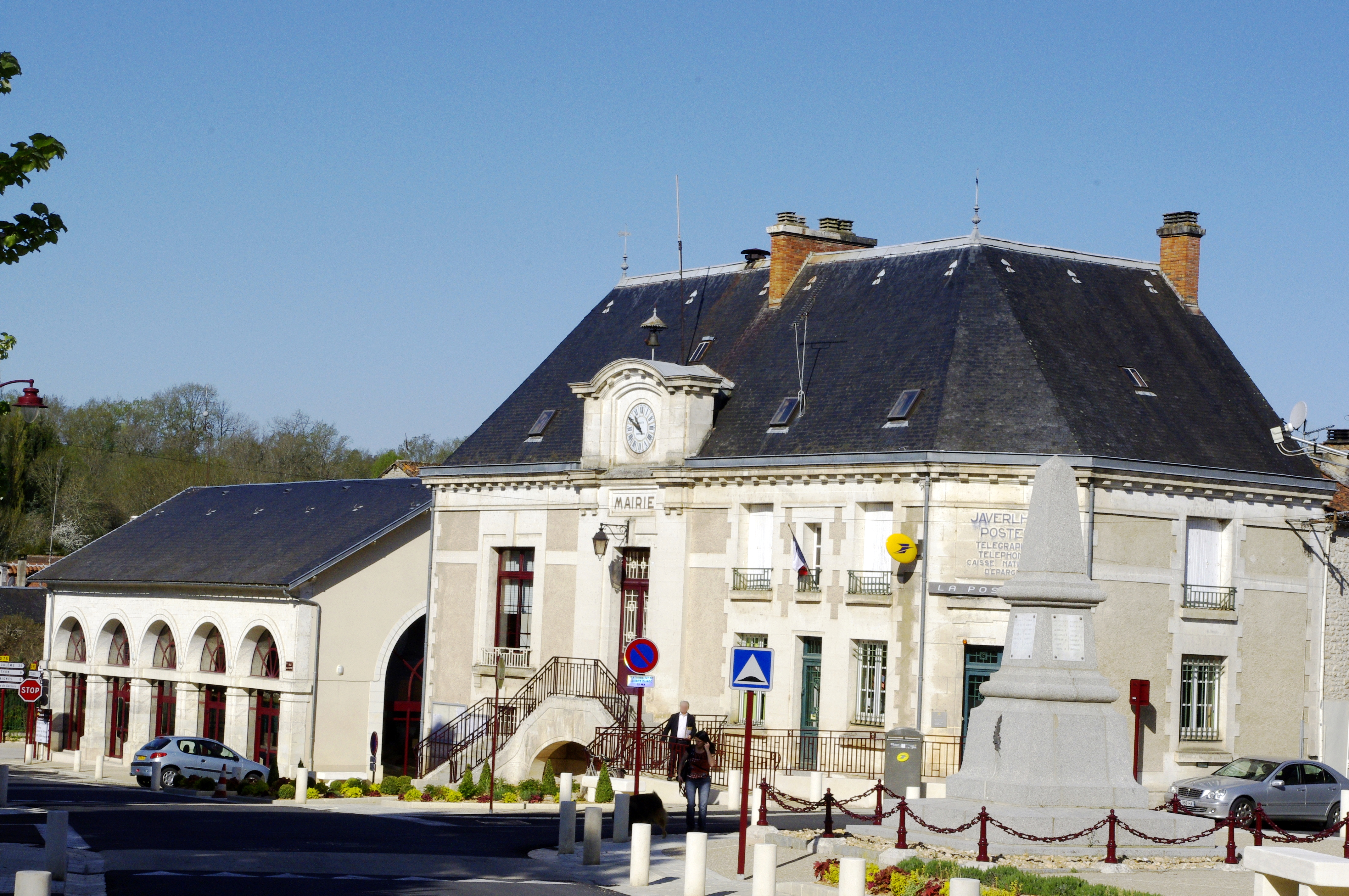
Le bâtiment de la mairie, le bureau de poste et la salle de la culture.

| Période                                  | Période   | Identité                | Étiquette | Qualité           |
| ---------------------------------------- | --------- | ----------------------- | --------- | ----------------- |
| Les données manquantes sont à compléter. |           |                         |           |                   |
| 1814                                     | 1814      | Guillaume Tallade       |           |                   |
| 1814                                     | 1830      | Fompuy-Bouleuneix       |           |                   |
| 1830                                     | 1835      | Amable Douroux          |           |                   |
| 1835                                     | 1848      | Fompuy-Bouleuneix       |           |                   |
| 1848                                     | 1855      | Amable Duroux           |           |                   |
| 1855                                     | 1856      | Auguste Masse           |           |                   |
| 1856                                     | 1871      | Désiré Bordas           |           |                   |
| 1871                                     | 1874      | Édouard Mousnier-Lempré |           |                   |
| 1874                                     | 1878      | Guillaume Gauthier      |           |                   |
| 1878                                     | 1882      | Théophile Donzeaur      |           |                   |
| 1882                                     | 1886      | Ernest Desmarest        |           |                   |
| 1886                                     | 1891      | Pierre Bridet           |           |                   |
| 1891                                     | 1905      | Auguste Desvard         |           |                   |
| 1905                                     | 1912      | Eymard Mazerat          |           |                   |
| 1912                                     | 1919      | Antoine Mousnier-Lempié |           |                   |
| 1919                                     | 1931      | Jean Borderon           |           |                   |
| 1931                                     | 1935      | Firmain Dalgier         |           |                   |
| 1935                                     | 1939      | Luc Borderon            |           |                   |
| 1939                                     | 1945      | Jean Émile Bourrinet    |           |                   |
| 1945                                     | ?         | Marc Borderon           |           |                   |
|                                          |           |                         |           |                   |
| 1971                                     | 1989      | Alfred Duclaud          |           |                   |
| 1989                                     | mars 2001 | James Boulestin         |           |                   |
| mars 2001                                | mars 2014 | Roland Decourt          | SE        | Gérant de société |
| mars 2014 (réélu en juillet 2020)        | En cours  | Jean-Pierre Porte       | DVD       |                   |

## Équipements et services publics

### Justice
Dans le domaine judiciaire, Javerlhac-et-la-Chapelle-Saint-Robert relève : 
- du tribunal judiciaire, du tribunal pour enfants, du conseil de prud'hommes et du tribunal de commerce de Périgueux ;
- du pôle Nationalité du tribunal judiciaire de Périgueux (compétent uniquement dans le domaine de la nationalité) ;
- de la cour d'appel, du tribunal administratif et de la  cour administrative d'appel de Bordeaux.

## Population et société

### Démographie
Les habitants de Javerlhac-et-la-Chapelle-Saint-Robert se nomment les Javerlhacois.

#### Démographie de La Chapelle-Saint-Robert
Jusqu'en 1823, les communes de Javerlhac et de La Chapelle-Saint-Robert étaient indépendantes.
| 1793 | 1800 | 1806 | 1821 |
| ---- | ---- | ---- | ---- |
| 250  | 227  | 245  | 230  |

.

#### Démographie de Javerlhac, puis de Javerlhac-et-la-Chapelle-Saint-Robert
L'évolution du nombre d'habitants est connue à travers les recensements de la population effectués dans la commune depuis 1793. Pour les communes de moins de 10 000 habitants, une enquête de recensement portant sur toute la population est réalisée tous les cinq ans, les populations de référence des années intermédiaires étant quant à elles estimées par interpolation ou extrapolation. Pour la commune, le premier recensement exhaustif entrant dans le cadre du nouveau dispositif a été réalisé en 2004.

En 2022, la commune comptait 818 habitants, en évolution de −3,99 % par rapport à 2016 (Dordogne : +0,37 %, France hors Mayotte : +2,11 %).
| 1793  | 1800 | 1806  | 1821  | 1831  | 1836  | 1841  | 1846  | 1851  |
| ----- | ---- | ----- | ----- | ----- | ----- | ----- | ----- | ----- |
| 1 078 | 996  | 1 011 | 1 079 | 1 454 | 1 453 | 1 453 | 1 536 | 1 538 |

| 1856  | 1861  | 1866  | 1872  | 1876  | 1881  | 1886  | 1891  | 1896  |
| ----- | ----- | ----- | ----- | ----- | ----- | ----- | ----- | ----- |
| 1 542 | 1 486 | 1 518 | 1 351 | 1 464 | 1 656 | 1 536 | 1 535 | 1 465 |

| 1901  | 1906  | 1911  | 1921  | 1926  | 1931  | 1936  | 1946  | 1954  |
| ----- | ----- | ----- | ----- | ----- | ----- | ----- | ----- | ----- |
| 1 303 | 1 304 | 1 293 | 1 252 | 1 299 | 1 292 | 1 252 | 1 246 | 1 136 |

| 1962  | 1968  | 1975  | 1982  | 1990  | 1999 | 2004 | 2006 | 2009 |
| ----- | ----- | ----- | ----- | ----- | ---- | ---- | ---- | ---- |
| 1 175 | 1 129 | 1 071 | 1 004 | 1 064 | 915  | 895  | 897  | 903  |

| 2014 | 2019 | 2022 | - | - | - | - | - | - |
| ---- | ---- | ---- | - | - | - | - | - | - |
| 860  | 835  | 818  | - | - | - | - | - | - |

### Manifestations culturelles et festivités
- Début février, la foire à la Chandeleur

## Économie

### Emploi
En 2015, parmi la population communale comprise entre 15 et 64 ans, les actifs représentent 390 personnes, soit 45,5 % de la population municipale. Le nombre de chômeurs (quarante-six) a augmenté par rapport à 2010 (trente-sept) et le taux de chômage de cette population active s'établit à 11,7 %.

### Établissements
Au 31 décembre 2015, la commune compte 91 établissements, dont quarante-quatre au niveau des commerces, transports ou services, dix-sept dans l'agriculture, la sylviculture ou la pêche, quatorze dans la construction, dix dans l'industrie, et six relatifs au secteur administratif, à l'enseignement, à la santé ou à l'action sociale.

## Culture locale et patrimoine

### Lieux et monuments

#### Patrimoine civil
- Le château de Javerlhac, XVIe siècle, inscrit au titre des monuments historiques depuis 1974 pour ses toitures et façades[64] ; à côté se trouvent un pigeonnier et un moulin à eau pour la fabrication d'huile de noix.
- Le manoir du Logis construit en 1882 à l'emplacement de l'ancienne maison de maître de la fin du XVe siècle.
- Le domaine de Jommelières construit entre 1859 et 1860 à l'emplacement d'une gentilhommière et d'une forge. En 1876 un industriel ancien maire de Javerlhac, Victor Massé, ouvre un centre d'éducation surveillée pour mineurs, un « bagne pour enfants », fermé par arrêté préfectoral en 1899. Aujourd'hui on y trouve une pépinière.
- Le château de Puymoger du XVIIe siècle[65].
- Au bord du Bandiat, à Forge Neuve, il y a aussi une ancienne forge royale à hauts fourneaux, où étaient fabriqués des canons pour la marine. Inscrite partiellement au titre des monuments historiques depuis 1976, en 2021 un nouvel arrêté d'inscription intègre l'ensemble des locaux, canaux, cours d'eau, biefs, vannes, île, ponts du site[66]. Forge Neuve et la Forge forment le « site des Forges », inscrit depuis 1975, pour son intérêt historique et pittoresque[67]. Il s'agit d'une ancienne forge construite à partir de 1750 par Marc-René de Montalembert qui fait ériger deux hauts fourneaux, alimentés au XVIe siècle par le bois de la forêt Barade abattu à Reilhac[68], afin de fournir des canons à l'arsenal de Rochefort[69]. Elle est améliorée en 1755 par le suisse Jean Maritz et en 1782, Forgeneuve devient, par décision de Louis XVI, une forge royale à canons, dont l'activité cesse en 1870[69].

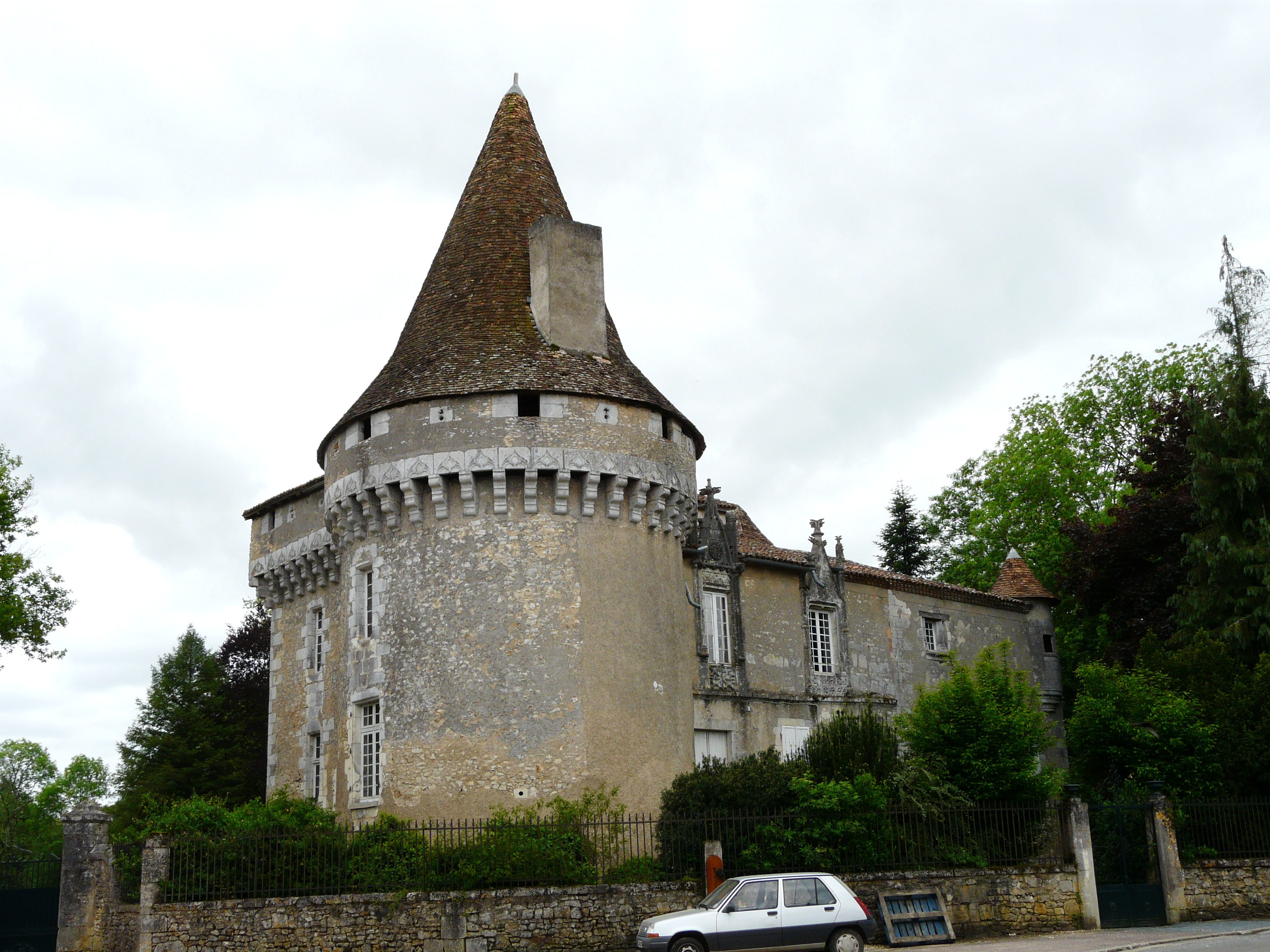
Le château de Javerlhac.
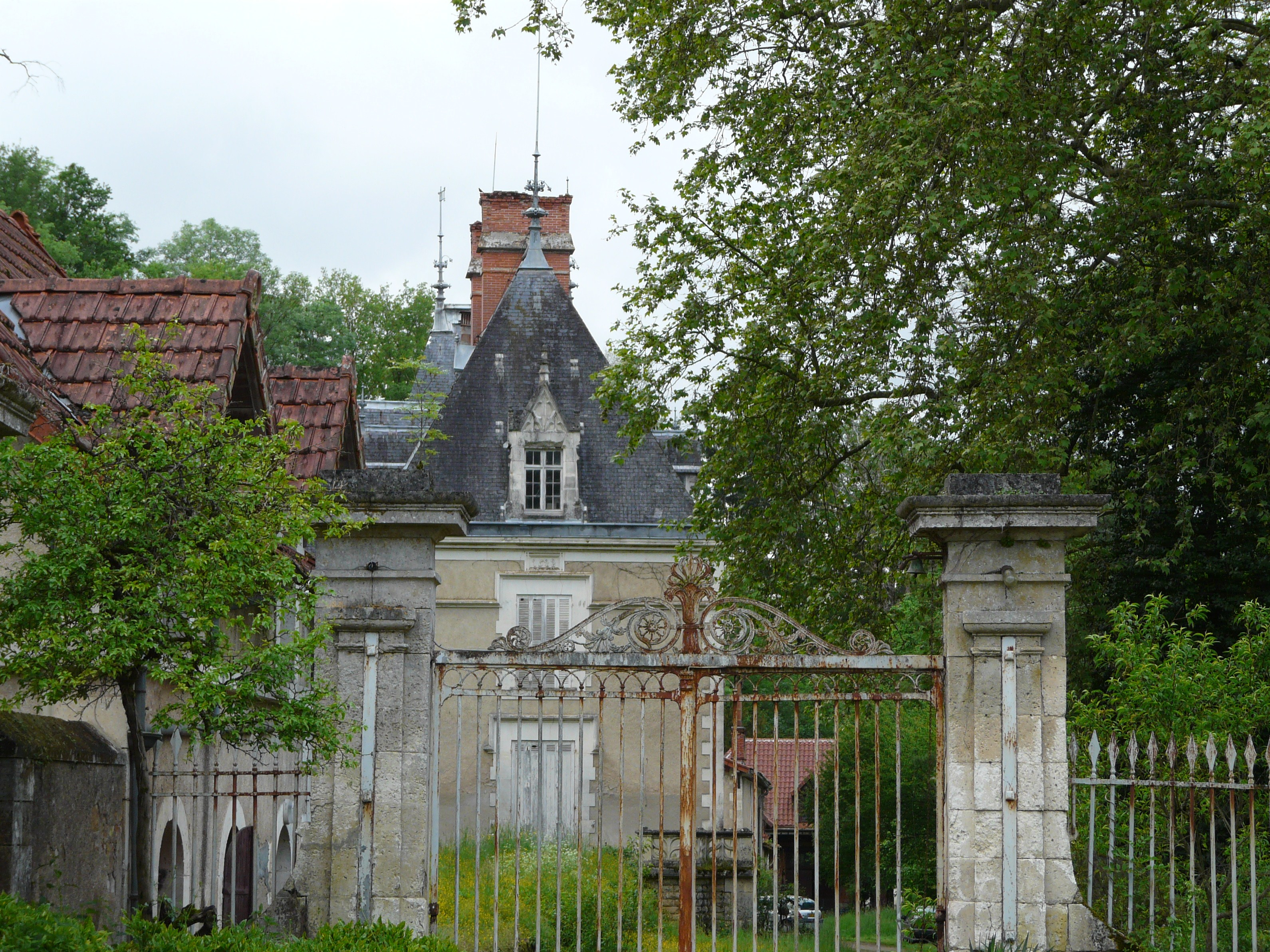
Le manoir du Logis.
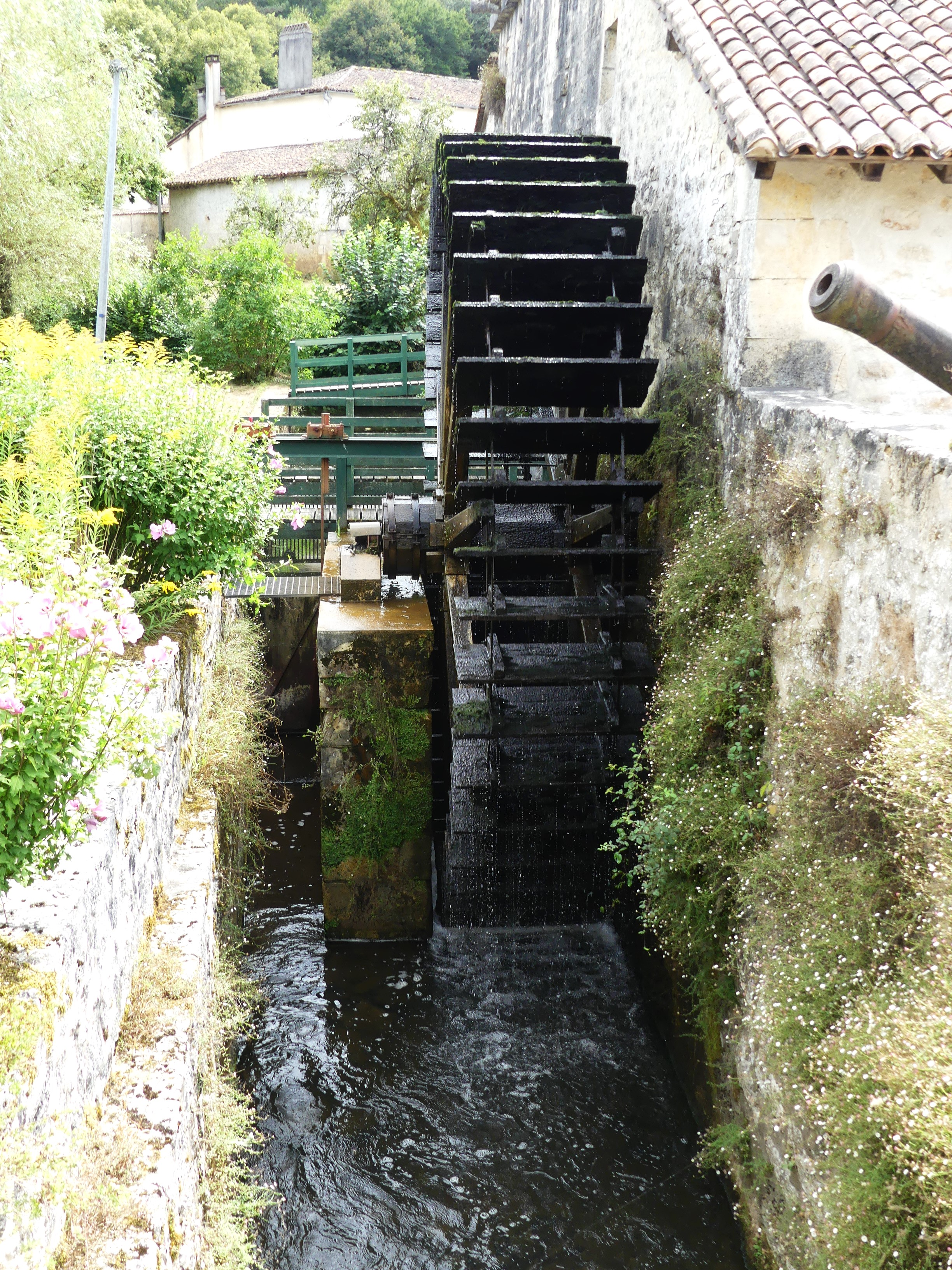
La roue de Forgeneuve.

#### Patrimoine religieux
- L'église Saint-Robert de la Chapelle-Saint-Robert date du XIIe siècle, c'est un édifice roman classé monument historique depuis 1920[70],[71].
- L'église Saint-Étienne de Javerlhac des XIIe et XVIe siècles, inscrite depuis 1948[72].

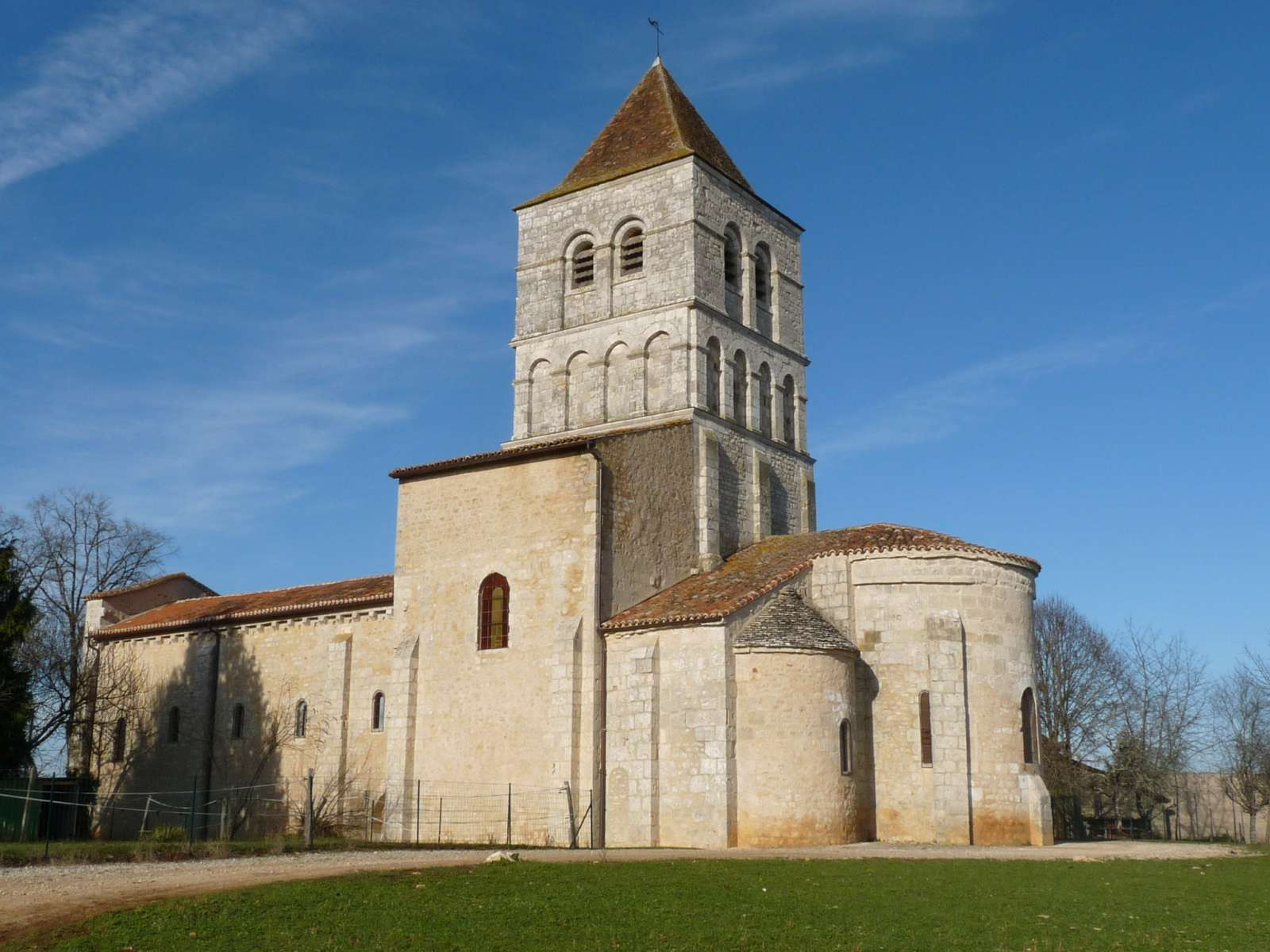
L'église Saint-Robert.
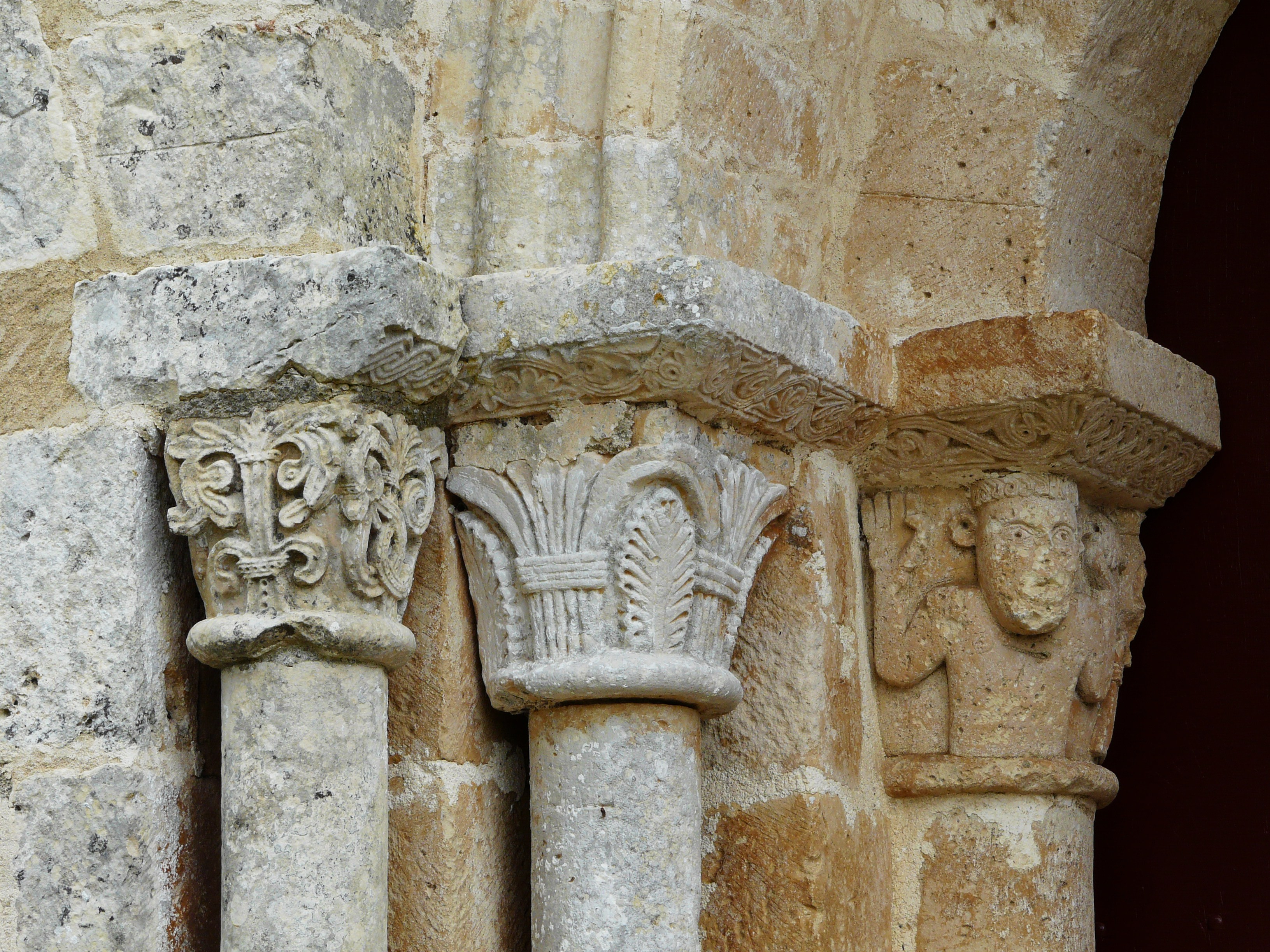
Chapiteaux à l'entrée de Saint-Robert.
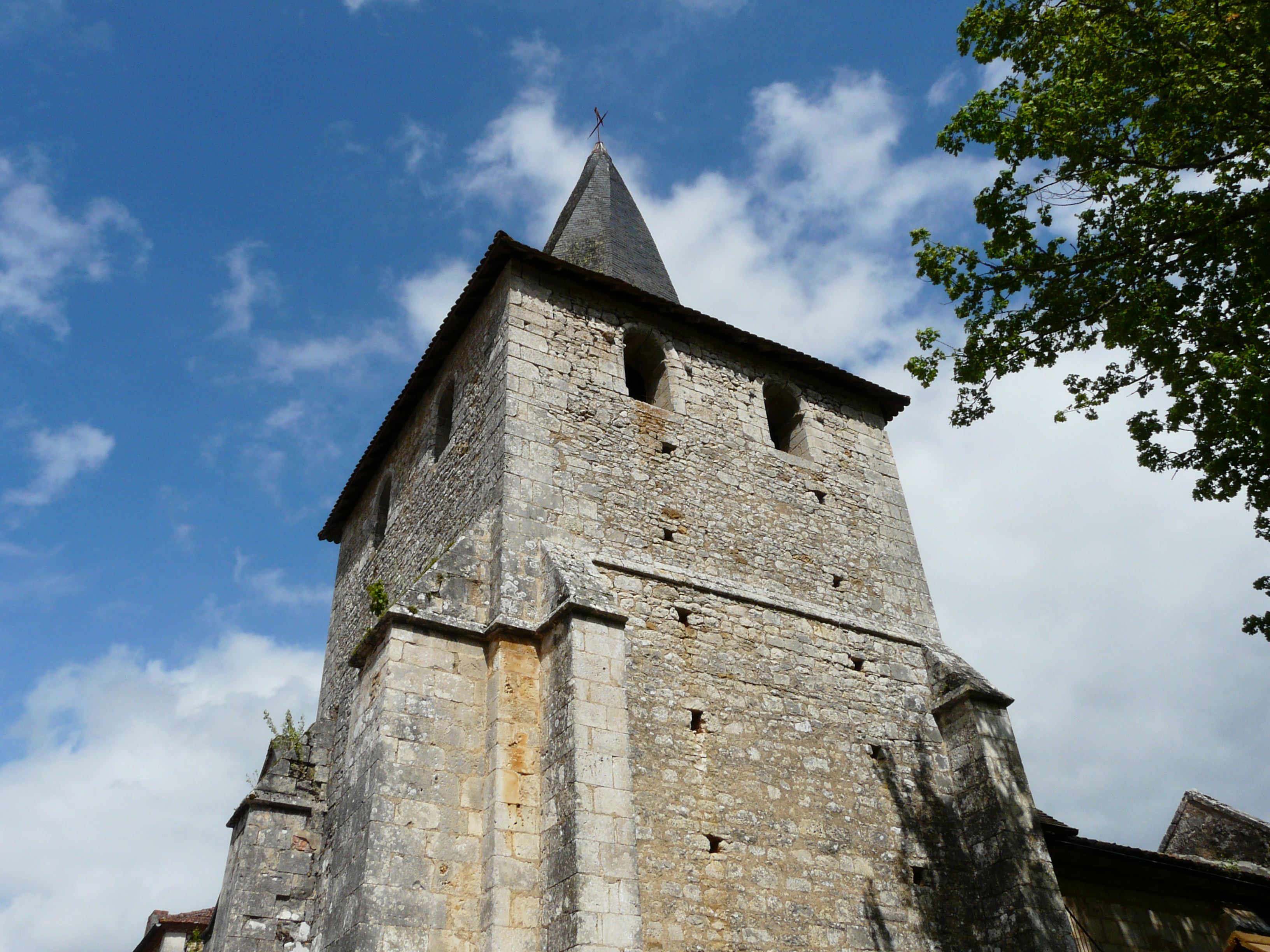
Le clocher de l'église Saint-Étienne.
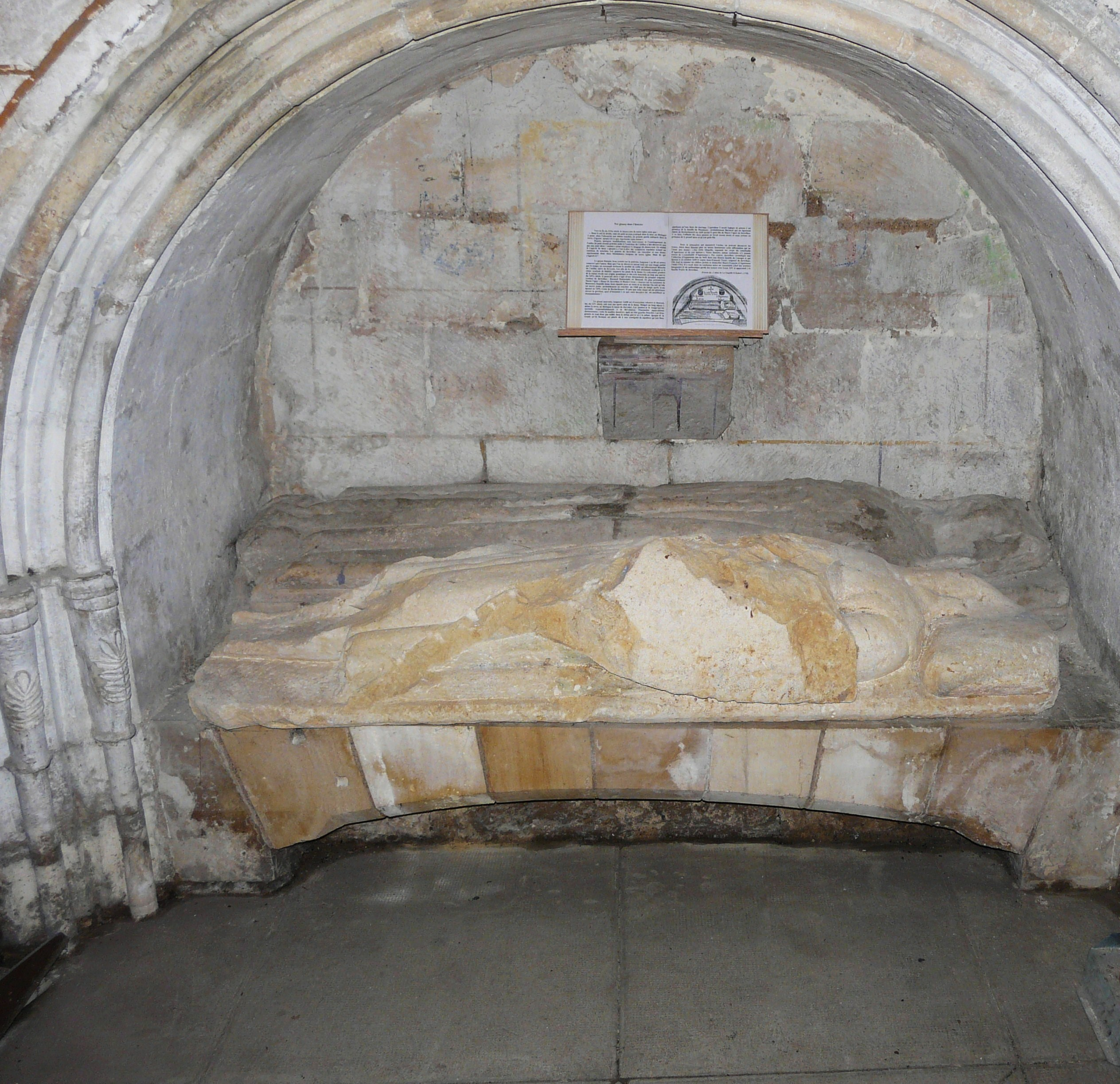
L'enfeu à l'intérieur de Saint-Étienne.

### Patrimoine naturel
La commune fait partie du parc naturel régional Périgord-Limousin depuis la création de celui-ci en 1998, adhésion renouvelée en 2011.
Les vallées du Bandiat et des parties aval de ses deux affluents, la Doue et le ruisseau de Saint-Martin, sont protégées dans leur traversée de la commune au titre de la zone naturelle d'intérêt écologique, faunistique et floristique (ZNIEFF) de type I « Vallées du réseau hydrographique du Bandiat » dont la flore est constituée de près d'une centaine d'espèces de plantes, dont deux sont considérées comme déterminantes : l'aigremoine élevée, ou aigremoine odorante (Agrimonia procera) et la jacinthe des bois, ou jacinthe sauvage (Hyacinthoides non-scripta),.
La grotte des Ormes, découverte en 1892 par Louis Aupy.

### Personnalités liées à la commune
- Françoise de La Chassaigne (v. 1545 - v. 1602), fille d'un seigneur de Javerlhac, était l'épouse de Michel de Montaigne.
- Marc-René de Montalembert (1714-1800), propriétaire de la forge de Forgeneuve de 1750 à 1774.
- Ernest Desmarest (1815-1901), bâtonnier du barreau de Paris (1864-1866), maire du 9e arrondissement de Paris (1870-1871) puis maire de Javerlhac (1882-1886), habitait dans le château de Puymoger, où il est mort.
- Fernand Desmoulin (1853-1914), peintre et graveur, est né à  Javerlhac[79].

### Héraldique
| Blason de Javerlhac-et-la-Chapelle-Saint-Robert | Blason  | D’azur au mouton d’argent.                       |
| Blason de Javerlhac-et-la-Chapelle-Saint-Robert | Détails | Le statut officiel du blason reste à déterminer. |

## Pour approfondir